# Vungoc&Son

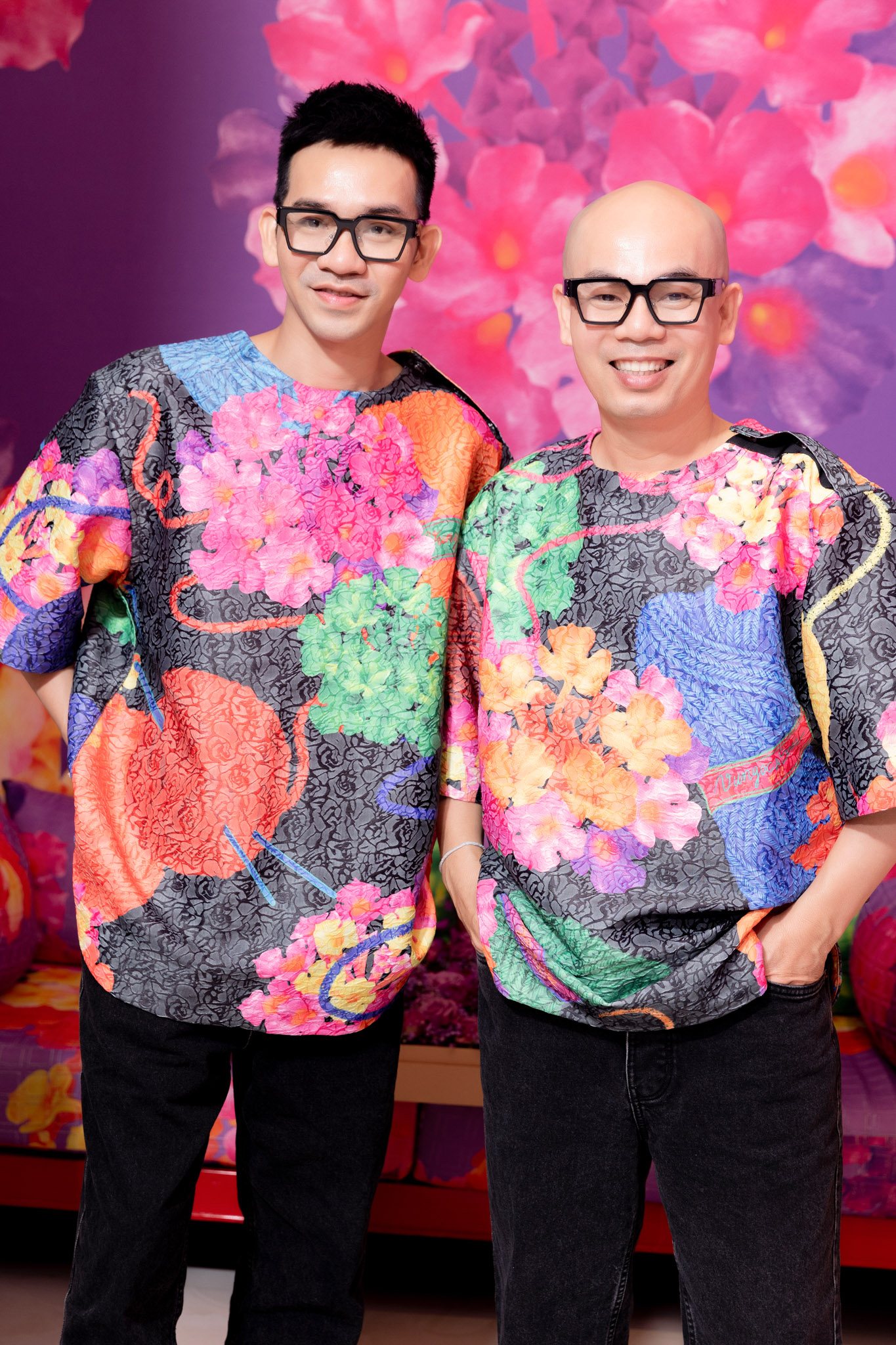
Bộ đôi Vungoc&Son được biết đến với những thiết kế pop art mang màu sắc rực rỡ và những dự án thời trang quảng bá hình ảnh danh lam thắng cảnh và địa điểm văn hóa của Việt Nam

Vungoc&Son (gọi là Vũ Ngọc và Son hay Vu Ngoc and Son trong tiếng Anh; cách điệu là VUNGOC&SON) là tên gọi chung của bộ đôi nhà thiết kế thời trang người Việt Nam bao gồm các thành viên Vũ Ngọc Tú và Đinh Trường Tùng, đồng thời cũng là tên thương hiệu thời trang mà cả hai đồng sáng lập và sở hữu. Báo chí nhận xét cả hai là "bộ đôi phù thủy sắc màu" của giới thời trang Việt do những thiết kế của họ ghi dấu với loạt trang phục theo phong cách pop art mang màu sắc, họa tiết rực rỡ, có sự giao thoa giữa văn hóa phương Đông và phương Tây. Kể từ năm 2019, bộ đôi tập trung vào việc chọn những địa điểm văn hóa lịch sử làm nơi ra mắt và trình diễn các bộ sưu tập thời trang mới, kết hợp mục tiêu quảng bá ngành du lịch Việt Nam, nên họ còn được gọi là nhà thiết kế quảng bá hình ảnh danh lam thắng cảnh và địa điểm văn hóa của Việt Nam thông qua các buổi trình diễn và dự án thời trang. Các tác phẩm của bộ đôi được trình chiếu ở nhiều sự kiện trong và ngoài nước với hai sự kiện quốc tế nổi bật là show diễn "Ký ức tuổi thơ" (2020) ở New York, Mỹ và hai là ở những cuộc gặp mặt hội nghị giao lưu hữu nghị quốc tế khi khách tham quan mặc áo dài của Vungoc&Son với chất liệu và họa tiết thuần Việt.
Được nhiều tạp chí thời trang và trang báo điện tử ghi nhận là một trong những nhà thiết kế hàng đầu của ngành công nghiệp thời trang tại Việt Nam, họ sản xuất và thiết kế trang phục cao cấp dành cho giới nghệ sĩ và làm việc cùng các siêu mẫu, người đẹp, Hoa hậu trong các sự kiện và dự án nghệ thuật. Bộ đôi có trong tay danh sách những khách hàng thuộc đối tượng là phụ nữ, giới doanh nhân trong và ngoài Việt Nam cũng như các chính khách tham dự sự kiện ngoại giao.

## Tên gọi
Vungoc được lấy từ họ của Vũ Ngọc Tú, trong khi Son là tên gọi khi còn nhỏ của Đinh Trường Tùng, kết hợp cả hai để tạo dựng nên thương hiệu là Vungoc&Son.

## Thành viên
| Tên thành viên   | Quốc tịch | Ngày sinh         | Nơi sinh       | Nơi ở hiện tại  |
| ---------------- | --------- | ----------------- | -------------- | --------------- |
| Vũ Ngọc Tú       | Việt Nam  | 24 tháng 6, 1975  | Quảng Bình     | TP. Hồ Chí Minh |
| Đinh Trường Tùng | Việt Nam  | 27 tháng 10, 1983 | Thừa Thiên Huế | TP. Hồ Chí Minh |

Vũ Ngọc Tú sinh ra ở Quảng Bình và lớn lên ở Huế, tốt nghiệp chuyên ngành Thanh nhạc tại Học viện Âm nhạc Huế. Xuất phát điểm từ chuyên môn âm nhạc, anh chuyển hướng sang lĩnh vực thời trang và trờ thành nhà thiết kế. Đinh Trường Tùng sinh ra và lớn lên ở Huế trong một gia đình có điều kiện, theo học chuyên ngành du lịch. Đam mê thời trang từ nhỏ, anh đã học hỏi và chuyển bước trở thành nhà thiết kế.
Vũ Ngọc Tú đóng vai trò là người phát ngôn đại diện của thương hiệu khi thường xuyên tiếp xúc với báo giới. Trong khi đó Đinh Trường Tùng có thế mạnh về sáng tạo nghệ thuật.

## Sự nghiệp
Quá trình hình thành thương hiệu Vungoc&Son diễn ra trong 15 năm với nhiều thay đổi và bước ngoặt. Tiền đề của Vungoc&Son là một cửa hàng thời trang ở Huế, ban đầu chủ yếu phục vụ khách du lịch, sau đó họ may đo riêng cho những người bạn nghệ sĩ thân thiết.
Tháng 12 năm 2015, thương hiệu thời trang Vungoc&Son chính thức ra đời. Bộ đôi dành công sức chiêu mộ đội ngũ thiết kế từng du học và tu nghiệp ở nước ngoài để làm mới sáng tạo. Đội ngũ thợ may được tuyển chọn nghiêm ngặt từ cố đô Huế.
Năm 2017, Vungoc&Son cho ra mắt bộ sưu tập đầu tay Felling in Love - Mây trắng bay về cùng với show thời trang tại Khách sạn Park Hyatt Sài Gòn, bước đầu gây được tiếng vang.
Tháng 8 năm 2018, bộ đôi tiếp tục giới thiệu BST Thu Đông trong show diễn thời trang Domino68 diễn ra tại Khách sạn Continental cổ nhất Sài Gòn, với 68 thiết kế lấy cảm hứng từ ca khúc "Domino". Trong sự kiện này, có sự góp mặt và tham gia biểu diễn của Diva Thanh Lam và Divo Tùng Dương, siêu mẫu Võ Hoàng Yến, Á hậu Trương Thị May, Hoa hậu Giáng My...
Tính đến nay, bộ đôi đã có hơn 10 buổi trình diễn ở nhiều địa điểm khác nhau, nổi bật với xu hướng khai thác thời trang qua góc nhìn văn hóa-nghệ thuật-đời sống. Năm 2020, Vungoc&Son từng đồng hành cùng người mẫu gốc Việt Jessica Minh Anh trong chiến dịch Maskbook của Bộ Ngoại giao châu Âu.

### Danh sách buổi diễn thời trang tổ chức tại địa điểm văn hóa lịch sử
Bên cạnh những show diễn của mình, bộ đôi cũng mở rộng sang việc quảng bá văn hóa du lịch Việt Nam thông qua thời trang, thiết kế những mẫu trang phục hiện đại kết hợp cùng nét văn hóa truyền thống Á Đông.
| Năm               | Tên buổi diễn/Bộ sưu tập                                                | Địa điểm                                                                               | Tỉnh thành      | Quốc gia | Ghi chú | Tham chiếu                         |
| ----------------- | ----------------------------------------------------------------------- | -------------------------------------------------------------------------------------- | --------------- | -------- | --- | ---------------------------------- |
| Tháng 6 năm 2019  | L'Aventura – Lãng du                                                    | Bến Bạch Đằng Sài Gòn                                                                  | TP. Hồ Chí Minh | Việt Nam | Đây là dấu mốc để sau này hai nhà thiết kế lấy cảm hứng lựa chọn địa điểm văn hóa lịch sử làm nơi diễn ra các show thời trang của mình. | [ 8 ]                              |
| 2019              | Show diễn Thu Đông Hoàng Hoa - Queen of Love                            | Khách sạn The Riverie Saigon                                                           | TP. Hồ Chí Minh | Việt Nam | Buổi diễn lấy cảm hứng từ nữ quyền, với sự xuất hiện của cặp đôi nghệ sĩ xiếc Quốc Cơ–Quốc Nghiệp trong vai trò khách mời biểu diễn. | [ 16 ]                             |
| Tháng 2 năm 2020  | BST Ký ức tuổi thơ – Childhood Memories nằm trong J Winter Fashion Show | Sân bay quốc tế JKF Kennedy New York                                                   | New York        | Hoa Kỳ   | Đây là lần đầu Vungoc&Son đặt chân đến New York, nằm trong khuôn khổ Tuần lễ Thời trang New York. Đồng thời cũng là lần đầu tiên đường băng của sân bay JKF Kennedy được chọn làm sàn diễn thời trang. Trong đó, toàn bộ các thiết kế của bộ đôi được đan móc hoàn toàn bằng tay với chất liệu len sợi nhằm vinh danh kỹ thuật thủ công thuần Việt. | [ 17 ] [ 18 ]                      |
| Tháng 10 năm 2020 | BST Vàng Son – A better day                                             | Trường Lang, Đại Nội Huế                                                               | Thừa Thiên Huế  | Việt Nam | Đây là lần đầu tiên một nhà thiết kế Việt tổ chức show diễn cá nhân với dòng thời trang hiện đại tại Trường Lang, Đại Nội. Buổi diễn nhắm đến mục tiêu quảng bá hình ảnh TP.Huế. | [ 19 ]                             |
| Tháng 1 năm 2021  | BST Hừng Đông                                                           | Bảo tàng Thành phố Hồ Chí Minh                                                         | TP. Hồ Chí Minh | Việt Nam | Show diễn này được đánh giá là thúc đẩy quảng bá du lịch và tiếp thêm năng lượng giữa thời điểm bùng phát dịch Covid-19, đồng thời giúp kết nối quá khứ - hiện tại - tương lai thông qua thời trang và âm nhạc. | [ 8 ]                              |
| Tháng 1 năm 2022  | Bình Minh                                                               | Bảo tàng Mỹ thuật Thành phố Hồ Chí Minh                                                | TP. Hồ Chí Minh | Việt Nam | Show diễn với mục tiêu lan tỏa thông điệp sống sau đại dịch Covid-19. | [ 10 ] [ 15 ] [ 20 ]               |
| Tháng 6 năm 2022  | Dự án Vùng trời bình yên – Homeland                                     | Khu vực Lò gạch cũ thuộc huyện Duy Xuyên (digital show)                                | Quảng Nam       | Việt Nam | Từ digital show tại khu vực lò gạch cũ, huyện Duy Xuyên, Quảng Nam cho đến show diễn chính thức đều gây ấn tượng và thành công lớn. Đặc biệt tại show diễn ngày 4 tháng 6, lần đầu tiên có một sàn catwalk bắc qua sông Hoài và một sàn diễn thời trang nằm dọc theo phố cổ Hội An gây hiệu ứng mạng xã hội và truyền thông đặc biệt, nhắm mục tiêu quảng bá hình ảnh Hội An với khách du lịch trong nước và quốc tế.                                                                         | [ 21 ] [ 22 ] [ 23 ] [ 24 ] [ 25 ] |
| Tháng 6 năm 2022  | Dự án Vùng trời bình yên – Homeland                                     | Phố cổ Hội An (show diễn chính thức)                                                   | Quảng Nam       | Việt Nam | Từ digital show tại khu vực lò gạch cũ, huyện Duy Xuyên, Quảng Nam cho đến show diễn chính thức đều gây ấn tượng và thành công lớn. Đặc biệt tại show diễn ngày 4 tháng 6, lần đầu tiên có một sàn catwalk bắc qua sông Hoài và một sàn diễn thời trang nằm dọc theo phố cổ Hội An gây hiệu ứng mạng xã hội và truyền thông đặc biệt, nhắm mục tiêu quảng bá hình ảnh Hội An với khách du lịch trong nước và quốc tế.                                                                         | [ 21 ] [ 22 ] [ 23 ] [ 24 ] [ 25 ] |
| Tháng 12 năm 2022 | Show diễn thời trang Thu Đông - Ký ức tuổi thơ                          | Bưu điện Sài Gòn, Cầu Mống, Thảo Cầm Viên, Dinh Độc Lập, Nhà hát Thành phố Hồ Chí Minh | TP. Hồ Chí Minh | Việt Nam | BST cùng tên đã từng diễn ra tại New York, Mỹ, nay được giới thiệu tại Việt Nam. Đây cũng là địa điểm văn hóa lịch sử đầu tiên được cấp phép cho một nhà thiết kế có thể diễn bên trong sảnh. | [ 6 ] [ 26 ] [ 27 ]                |
| Tháng 6 năm 2023  | Show diễn thời trang - Phương Đông Rực Rỡ - Colors of the heart         | Cầu Máng - sông Thu Bồn thuộc huyện Duy Xuyên (digital show)                           | Quảng Nam       | Việt Nam | Digital show diễn ra giữa sông nước mây trời, nơi sàn diễn là chiếc cầu Máng nối đôi bờ sông Thu Bồn êm trôi bao quanh là những cánh đồng bao la, trải dài bất tận, thời trang giao hòa với thiên nhiên tạo nên một bức tranh nghệ thuật tuyệt vời. Show diễn chính thức diễn ra ở chợ Hội An - nơi có tuổi đời gần 200 năm, khi hoàng hôn buông, sàn diễn được thắp sáng bởi hàng ngàn ánh đèn lồng rực rỡ nổi bật trong không gian thơ mộng đó là hơn 100 thiết kế đặc biệt của Vungoc&Son. |                                    |
| Tháng 6 năm 2023  | Show diễn thời trang - Phương Đông Rực Rỡ - Colors of the heart         | Chợ Hội An (show diễn chính thức)                                                      | Quảng Nam       | Việt Nam | Digital show diễn ra giữa sông nước mây trời, nơi sàn diễn là chiếc cầu Máng nối đôi bờ sông Thu Bồn êm trôi bao quanh là những cánh đồng bao la, trải dài bất tận, thời trang giao hòa với thiên nhiên tạo nên một bức tranh nghệ thuật tuyệt vời. Show diễn chính thức diễn ra ở chợ Hội An - nơi có tuổi đời gần 200 năm, khi hoàng hôn buông, sàn diễn được thắp sáng bởi hàng ngàn ánh đèn lồng rực rỡ nổi bật trong không gian thơ mộng đó là hơn 100 thiết kế đặc biệt của Vungoc&Son. |                                    |
| Tháng 8 năm 2024  | Show diễn thời trang - Thanh Xuân - Forever Young                       | Ga Sài Gòn                                                                             | TP. Hồ Chí Minh | Việt Nam | Mùa hè cháy bỏng, những chuyến đi và bầu trời phượng vĩ đỏ rực luôn gợi nhắc ta về một thời tuổi trẻ nồng nhiệt, đắm say. Sàn diễn lần này chính là sân ga - nơi bắt đầu và kết thúc những hành trình, nơi của hội ngộ và ly biệt, nơi khắc dấu những kỷ niệm khó quên. 100 thiết kế thuộc BST Thanh Xuân là cuộc dạo chơi của sắc màu, lấy họa tiết hoa phượng làm cảm hứng chủ đạo, phối lạ mắt cùng chất liệu và kiểu dáng mang đậm cá tính Vungoc&Son.                                    | [ 28 ]                             |
| Tháng 12 năm 2024 | Show diễn thời trang Xuân Hè - Hạnh Phúc - Happy Forever                | Thư viện Khoa học Tổng hợp Thành phố Hồ Chí Minh                                       | TP. Hồ Chí Minh | Việt Nam | Trong không gian cổ kính của Thư viện Khoa học Tổng hợp Thành phố Hồ Chí Minh, Vungoc&Son ra mắt bộ sưu tập Xuân Hè 2025 với các thiết kế ứng dụng cho mùa lễ hội trên chất liệu gấm, lụa, nhung và len sợi. Họa tiết điểm nhấn là hoa thược dược, chấm bi, họa tiết retro và biểu tượng chú rắn đáng yêu chào đón năm Ất Tỵ 2025. Tổng thể bộ sưu tập toát lên sự rực rỡ, hân hoan với những sắc màu hạnh phúc.                                                                              | [ 29 ] [ 30 ]                      |
| Tháng 7 năm 2025  | Show diễn thời trang - Nơi Pháo Hoa Rực Rỡ - Paint My Love              | Bến du thuyền Sông Hàn, Đà Nẵng                                                        | Đà Nẵng         | Việt Nam | VuNgoc&Son trình làng 140 thiết kế đầy màu sắc với sàn runway hơn 300 mét chạy dọc bờ sông Hàn được phủ kín thảm đỏ tạo nên một màn trình diễn vô cùng thơ mộng. | [ 31 ]                             |

## Hoạt động thiện nguyện
Bên cạnh các dự án thời trang, Vungoc&Son cũng tích cực tham gia hoạt động thiện nguyện vì cộng đồng. Năm 2020, bộ đôi từng sản xuất hơn 500 áo thun để gây quỹ toàn bộ ủng hộ trẻ em nghèo ở Huế. Sự kiện này nằm trong dự án mà bộ đôi sáng lập mang tên “A better Day” (Vì một ngày mai tươi sáng), nhằm giúp đỡ những trẻ em có hoàn cảnh khó khăn tại các trường học ở thành phố Huế.

## Đánh giá và vinh danh
Tạp chí Harper's Bazaar đánh giá: "Vungoc&Son luôn mang đến các tác phẩm show diễn nghệ thuật thúc đẩy phát triển ngành thời trang Việt Nam."
Bộ đôi còn được tạp chí Heritage Fashion bình chọn là top 20 nhà thiết kế hàng đầu Việt Nam được yêu thích và được vinh danh trong sự kiện 20 năm, đồng thời BST Vàng Son chụp tại Huế cùng với sự xuất hiện của Hoa hậu Trần Tiểu Vy được chọn lựa là gương mặt đại diện cho trang bìa 20 năm của tạp chí.